# 阿奇木伯克·霍加
阿奇木伯克·霍加（Hakimbek Hoca，1871年—1957年5月8日），本名格亚斯丁，维吾尔族，新疆伊宁人。新疆三区革命初期领导人之一。

## 生平
格亚斯丁出身世袭伯克、大地主。父亲是哈密回王的后代白合热木伯克·霍加，母亲是伊犁伯克在曲鲁海的本家之中很有权势的木尔丁商伯克之女尤尼沙罕·霍加木。格亚斯丁在曲鲁海、固勒扎度过童年，青少年时期生活优渥，上过经文学校以及汉语学校。
清朝末任伊犁阿奇木伯克·勃瓦克无儿子，仅有一个女儿努尔尼莎，努尔尼莎长大后与格亚斯丁结婚，格亚斯丁承袭了妻家的政治地位。阿奇木伯克·勃瓦克逝世后，伊犁将军以阿奇木夫人之名刻成新印章，任命努尔尼莎为“阿奇木夫人”。阿奇木夫人不直接过问台吉事务，由丈夫格亚斯丁代管，印章由阿奇木夫人掌管，盖章时由阿奇木夫人盖。人称格亚斯丁为“阿奇木伯克·和卓”（即“阿奇木伯克·霍加”），但他没任过阿奇木伯克的官职。
在伊犁辛亥革命中，格亚斯丁联合84乡的维吾尔族民众支持伊犁辛亥革命，为冯特民、杨缵绪领导的武装起义捐赠大批粮食、饲草、饲料。格亚斯丁的支持对推动伊犁各族各界人士支持惠远起义产生了很大影响。
中华民国时期，盛世才统治新疆时，格亚斯丁被任命为新疆省政府委员，但没有到任。抗日战争爆发后，任伊犁各族人民为支持抗日战争而设立的募捐委员会主席，号召伊犁各族各界群众捐献款物。
1930年代，皮里青河发生水灾，洪水漫进伊宁城，交通中断。格亚斯丁出面号召各族人民兴建皮里青拦河大堤，使皮里青河改道，伊宁的老城、新城从而连起。为促进伊宁电面厂（即伊宁电厂、面粉厂）早日落成，格亚斯丁组织了以15只羊为一股的“电面厂股份制”有限公司，筹得25万只羊，使伊宁电面厂及早建成投产。格亚斯丁还带头捐款筹建伊犁中学，并且促成伊犁各族人民所缴教育税捐全部用于办学。
1944年4月，阿巴索夫等人成立伊宁解放组织时，他表示支持。1944年11月7日伊宁事变后，任东突厥斯坦共和国临时政府副主席。1946年7月，新疆省联合政府成立，任伊犁行政督察专员，1947年5月，领衔致信张治中，反对任命麦斯武德为新疆省主席。1947年8月，阿合买提江等人返回伊宁后，他逐渐受到冷落。
1949年，中国人民解放军进驻新疆，中国共产党开始主政新疆。年底，新疆省人民政府成立之初，他是新疆省人民政府委员会委员。1951年，格亚斯丁任政协新疆省委员会委员。1957年5月8日，格亚斯丁病逝，享年86岁。